# Calamaria eiselti
Calamaria eiselti är en orm som beskrevs 1965 av Robert Frederick Inger och Hymen Marx. Arten ingår i släktet Calamaria och familjen snokar. Calamaria eiselti är endemisk för ett mindre område på västra Sumatra. IUCN har för lite information för att kunna ge den en hotkategori. Inga underarter finns listade.